# Les Liens du sang (téléfilm, 2007)
Cet article concerne le téléfilm de Régis Musset. Pour le téléfilm documentaire de Gérard Pelisson de 1989, voir Les Liens du sang.
Pour les articles homonymes, voir Les Liens du sang.
Les Liens du sang est un téléfilm en deux parties réalisé par Régis Musset réalisé en 2007.

## Synopsis
Puissant avocat d'affaires à Paris, Antoine Meyer n'a plus rien à prouver. Il gère sa brillante carrière avec cynisme et détachement, n'acceptant que les dossiers lucratifs. Le sens moral et la défense de la vérité ne sont pour lui que de lointaines notions. Au point que son épouse, Laurence, a fini par s'éloigner de lui et envisage le divorce. Cette décision ébranle le juriste, qui commence à s'interroger sur son existence. C'est alors qu'il apprend l'étrange requête d'un certain Alexandre Landrin, accusé du meurtre d'Aude Debrécourt, une femme fortunée dont il était l'amant. L'homme demande à Meyer d'assurer sa défense. Selon de nombreux témoins, Landrin et sa maîtresse, nettement plus âgée que lui, entretenaient une relation orageuse. Ne se sont-ils pas violemment disputés la veille même du crime ?

## Fiche technique
- Réalisateur : Régis Musset
- Scénario : Matthieu Savignac et Pascal Fontanille
- Photographie : Christophe Paturange
- Musique : Angélique Nachon et Jean-Claude Nachon
- Montage : Gaëlle Ramillon
- Date de diffusion : 28 mars 2007 sur RTL-TVI
- Date de diffusion : 1er avril 2007 sur TSR1
- Date de diffusion : 5 avril 2007 sur TF1
- Durée : 114 minutes

## Distribution
- Pierre Arditi : Antoine Meyer
- Ivan Gonzalez : Alexandre Landrin
- Serge Gisquière : Capitaine Brochard
- Didier Bezace : Le juge Dugourd
- Ludmila Mikaël : Laurence Meyer
- Emmanuelle Boidron : Virginie Meyer
- Judith Davis : Audrey Duquesne
- Marc Samuel : Kowak
- Grégoire Bonnet : Étienne Debrécourt
- Daniel-Jean Cassagne : Maître Guérin
- Sandra Macédo : Mme Chevalier
- Sylvie Herbert : Josiane Duquesne
- Thierry Nenez : Albert Duquesne
- Thierry Stein : Hervé Duquesne
- Xavier Letourneur : Tellier
- Cécile Brune : Mlle Roba
- Alice Carel : Aurélie
- Adel Bencherif : Abdel
- Gilles Louzon : Marie Aurélie
- Patrick Medioni : Le SDF de l'usine